# Gilmar Rinaldi
Gilmar Rinaldi, brazilski nogometaš, * 13. januar 1959.
Za brazilsko reprezentanco je odigral 9 uradnih tekem.